# 東京都立六郷工科高等学校
東京都立六郷工科高等学校（とうきょうとりつ ろくごうこうかこうとうがっこう）は、東京都大田区東六郷二丁目にある都立工業高等学校である。

## 概要
2004年4月、2学期制をとる単位制工科高校として開校。第一屋製パン株式会社の本社工場跡地に新校舎が建てられた。同年3月に閉校した港工業高校の学籍を引き継いでいる。
校名の表記が「工業」ではなく「工科」となっている。「工科」と表記する学校は近年増えてきているが、全国的には未だ少数派である。
2002年に羽田高校、羽田工業高校の全日制が統合して東京都立つばさ総合高等学校が創立したことに伴い、両校の定時制は当校に移転した。両校は2007年3月で閉校している。翌年6月には「願望子育て地蔵」が設置された。

## 沿革
- 2004年（平成16年） - 開校。東京都立港工業高等学校（旧東京都立高輪工業学校・旧東京都立麻布工業学校・旧東京都立渋谷工業学校）の学籍継承。
- 2007年（平成19年） - 東京都立鮫洲工業高等学校（旧東京府立電機工業学校)）の学籍継承。

## 教育課程
- 全日制（プロダクト工学科、オートモビル工学科、システム工学科、デザイン工学科、デュアルシステム科）
- 定時制（普通科、生産工学科）

### 全日制課程
全日制課程では「履修パターン」が設けられており、1年の前期に全学科の履修パターンを体験し、後期から自分にあった履修パターンを選び、学習をしていく。そして、平成21年現在9個の履修パターンが設置されている。
- プロダクト工学科
機械技術
ロボット技術
生産技術
- オートモビル工学科
自動車整備
自動車製作
- システム工学科
電気システム（※システム工学科入学生徒のみ履修できる）
コンピュータシステム
- デザイン工学科
ビジュアルデザイン
プロダクトデザイン
- デュアルシステム科

### 定時制課程
定時制では普通科と生産工学科の2つに分けられており、志願する内容によって決まる。
- 単位修得制で各職業的資格などで単位が増えるようにもなっている。主に卒業後の職業系資格の習得を奨めていく指導方針である。
- 1年の前期入学時に選択制で6時間授業を行って3年間で高校卒業が可能である。この場合、1時限開始が15時50分から始まる。
- 4年間履修の場合は3時限目の17時30分から開始で18時15分から25分間の給食時間が設けられている。
- 定時制の生徒のみ、文化祭第1日目の一般公開終了後、学校周辺地域をねぷた巡行する恒例行事がある。

0
- 普通科
ねぶたの作成は普通科3年生の生徒が行うといった特色がある。
- 生産工学科
様々な実習を行い、多種多様な工業実習と事務系の実習と情報処理をし、幅広く経験を積んで学ぶことを主としている。

定時制は、6年以内に全単位を履修しないと退学になる。

## 全日制部活動
令和7年度現在23の部・同好会が活動している。　(五十音順) 
運動部
- 硬式野球部
- 硬式テニス部
- サッカー部
- 剣道部
- 卓球部
- バスケットボール部
- バドミントン部
- バレーボール部

- ラグビー部

文化部
- アート部
- イラスト部
- 映画研究部
- 軽音楽部
- コンピューター部
- 自動車部
- 演劇同好会
- 料理同好会
- 機械工作同好会
- 吹奏楽同好会
- 自転車同好会
- 写真同好会
- デジタル・ドローン・プログラミング同好会

- ねぶた部

## 定時制部活動
平成28年現在10の部・同好会がある。
運動部
- 野球部
- バスケットボール部
- バドミントン部
- テニス部
- 陸上部
- トレーニング部

文化部
- イラスト部
- 和太鼓部
- 軽音楽部
- 資格研究部

## 交通
- 京浜急行電鉄 京急本線 雑色駅徒歩3分

## 出身者（併合校およびその前身校含む）
- 西村京太郎 - 推理作家 （併合校の1つである東京都立鮫洲工業高等学校の前身校にあたる東京府立電気工業学校）
- 長谷川弘 - 俳優（東京都立港工業高校の前身校にあたる東京都立高輪工業高校）

## 著名な教職員・関係者
- 有馬信夫 - 同校の前身校の東京都立鮫洲工業高校の定時制軟式野球部の指導者を務める。

## その他
- 2024年7月16日に同校で、激辛のポテトチップス（磯山商事が製造する「18禁カレーチップス」）を食べた生徒が唇や胃の痛みなどを訴えた。約30人が食べ、そのうち1年生の男子生徒1人と女子生徒13人が救急搬送された。この騒動の原因について医療ガバナンス研究所理事長で内科医の上昌広は、健康上の問題が起きるほどのカプサイシンが含まれていたわけではなく、「集団ヒステリー」（集団でのパニック発作）を指摘した[1]。